# Чайкинское сельское поселение (Крым)
Чайкинское се́льское поселе́ние (укр. Чайкинске сільське́ посе́лення, крымскотат. Küçük Tarhan köy yurtu, Кучюк Тархан кой юрту) — муниципальное образование в Джанкойском районе Республики Крым Российской Федерации.
Административный центр — село Чайкино.

## География
Расположено на северо-востоке Джанкойского района, в степной зоне полуострова, на побережье Сиваша.

## История
21 августа 1990 года был образован Чайкинский сельский совет путём выделения из Заречненского сельсовета.
Статус и границы сельского поселения установлены Законом Республики Крым от 5 июня 2014 года № 15-ЗРК «Об установлении границ муниципальных образований и статусе муниципальных образований в Республике Крым».

## Население
| 2001  | 2014  | 2015  | 2016  | 2017  | 2018  | 2019  |
| ----- | ----- | ----- | ----- | ----- | ----- | ----- |
| 1197  | ↘1058 | ↗1060 | ↘1058 | ↘1039 | ↘1033 | ↘1011 |
| 2020  | 2021  |       |       |       |       |       |
| ↗1014 | ↗1041 |       |       |       |       |       |

## Состав сельского поселения
| № | Населённый пункт | Тип населённого пункта       | Население |
| - | ---------------- | ---------------------------- | --------- |
| 1 | Мысовое          | село                         | ↘47       |
| 2 | Чайкино          | село, административный центр | ↘1011     |